# Slipping Through My Fingers
«Slipping Through My Fingers» es una canción y un sencillo que publicó el grupo sueco ABBA, sólo en Japón, Argentina y México.

## La canción
Es la versión en inglés de la canción. Traducida al español se diría "Escapando entre mis dedos". Fue escrita por Björn Ulvaeus y Benny Andersson, y su letra, escrita por Björn, fue inspirada en el crecimiento de su hija Linda. Fue grabada el 16 de marzo de 1981 en los estudios de Polar Music. Este tema viene incluido en el disco The Visitors como la pista número 8.
En Japón fue lanzado como sencillo sin ningún lado B, patrocinado por Coca-Cola en junio de 1981, y fue el primer lugar donde fue publicada la canción; pero no fue ahí donde se escuchó por primera vez, ya que anteriormente había sido presentada en el show Dick Cavet Meets ABBA. El sencillo no tuvo mucho éxito y no se posicionó en las listas. La canción forma parte actualmente del musical Mamma Mia!, basado en las canciones de ABBA. En el 2008 entró una semana a las listas británicas gracias a las descargas digitales, logrando el #195 de la lista.

## Se me está escapando
«Se me está escapando» es el nombre de la versión en español de "Slipping Through My Fingers". La letra fue traducida por Mary y Buddy McCluskey. Fue grabada en 24 de noviembre de 1981, en los estudios de Polar Music, grabada primeramente en inglés. La canción habla sobre cómo los padres ven que sus hijos crecen, y aunque ellos no quieran, algún día se tienen que ir. La canción salió por primera vez en la versión de The Visitors para su venta en Latinoamérica, y fue incluida en el disco ABBA Oro como la pista número 13. 
Fue lanzado en Argentina como sencillo, pero sin éxito. Fue planeado hacer un video para la canción pero aparentemente nunca se grabó. Esta canción también fue la última grabación de ABBA en español.

## Posicionamiento
| Lista                                     | Posición |
| ----------------------------------------- | -------- |
| México Lista de Sencillos Internacionales | 1        |